# Star Academy (Italia)
(Frase usata nei promo da Francesco Facchinetti)
Star Academy, nella prima edizione chiamato Operazione trionfo, è stato un talent show trasmesso in Italia nel 2002 (prima edizione) da Italia 1 e nel 2011 (seconda e ultima edizione) da Rai 2, adattamento del format olandese Star Academy. I concorrenti (divisi in metà uomini e metà donne) sono stati aspiranti cantanti isolati in un'accademia, dove spiati giornalmente 24 ore su 24 dalle telecamere, si allenavano per poi confrontarsi in sfide musicali votate dal pubblico tramite televoto.

## Il format
Star Academy (Operazione Trionfo nel 2002) è stato un talent show che metteva in scena dei giovani talenti, ove, ogni concorrente, durante la sua permanenza nel programma, era formato al canto e alla scenografia, grazie alla presenza di tutor rappresentati da personalità del mondo dello spettacolo e musicale.
Dopo i provini, venivano selezionati 16 candidati che soggiornavano per più di 10 settimane in un'accademia dove sviluppavano e perfezionavano il loro stile artistico.
Gli aspiranti cantanti giocavano tutti contro tutti, pur non essendoci divisioni in squadre, gruppi e dei capitani in loro rappresentanza come ad X Factor, ma soprattutto non cantavano mai da soli, imbattendosi in duetti tra di loro, in gruppi o con ospiti nella puntata serale.
Nelle strisce quotidiane, le giornate trascorse dai concorrenti si articolavano non solo intorno alle ripetizioni ma riportavano anche la loro vita quotidiana più intima, al di fuori dei corsi, cosicché, i telespettatori potevano seguire i progressi dei candidati ma anche i loro stati d'animo, le amicizie e le loro tensioni.
Durante la trasmissione serale, ogni concorrente doveva mostrare il meglio di sé stesso durante le sue performance individuali e collettive e i 16 ragazzi erano guidati e sostenuti da 4 tutor, mentre a giudicarli li attendevano 4 giudici. Il giudizio dei ragazzi da parte della giuria avveniva a sorpresa nel corso della trasmissione; dalle puntate successive ad esecuzione eseguita.
Nella puntata in atto, il pubblico era invitato a votare per il suo candidato preferito tramite televoto composto da:
- numero dei punti uguale al numero dei concorrenti in gara moltiplicato per 40;
- voto della giuria che poteva andare da 1 a 20 punti; dalle puntate successive da 1 a 10.

Alla fine della serata, secondo il totale dei voti dei telespettatori e della giuria veniva stilata una classifica dove gli ultimi tre piazzati rischiavano l'eliminazione nella puntata successiva e uno dei concorrenti in gara lasciava il programma.
In caso di ex aequo si salvava il concorrente che aveva ottenuto un punteggio maggiore nel televoto, inoltre, nella gara eliminatoria, uno dei tre concorrenti finiti in nomination poteva essere salvato dal voto combinato della Giuria e del Televoto, mentre, tra i restanti due concorrenti in gara, uno poteva essere salvato dal giudizio dei ragazzi dell'accademia non in nomination, ma il secondo classificato della votazione appena conclusasi guadagnava il diritto di annullare il voto di uno dei ragazzi non in nomination.
Nella manche eliminatoria, i tre meno votati nella puntata passata, cantavano da soli, poi, venivano votati dai giudici con giudizio che va da 1 a 10, che sommati con i voti del pubblico decretavano chi venisse salvato dai giudici.
I due meno votati dal pubblico, dopo, erano giudicati dagli altri cantanti in accademia, i quali, dicevano chi secondo loro doveva lasciare l'accademia. Se la votazione raggiungeva la metà più uno dei componenti o la maggioranza semplice, il concorrente che aveva avuto più voti a favore dell'eliminazione veniva eliminato.
Infine, in una puntata tra i concorrenti eliminati ne veniva ripescato uno.
Il vincitore del talent si assicurava un contratto discografico e la partecipazione ad una manifestazione canora.

### Prima edizione (2002)

Logo di Operazione Trionfo

La trasmissione andò in onda dal 4 settembre 2002 al 4 dicembre 2002 su Italia 1 con il nome di Operazione Trionfo.
Ogni giorno alle 14 e alle 19 andavano in onda su Italia 1 due strisce pomeridiane riassuntive degli avvenimenti più importanti accaduti all'interno dell'Accademia durante le lezioni e nei momenti di svago tra i ragazzi. Il mercoledì sera sempre su Italia 1 in prima serata c'era lo show con le sfide, l'eliminazione e le nomination. La diretta 24 ore su 24 veniva trasmessa da Stream tramite un apposito canale interattivo dedicato.
L'Accademia era diretta dalla cantante Rossana Casale, che regolarmente riceveva i concorrenti per dei colloqui al fine di lasciarli sfogare sulle loro emozioni durante tutto il periodo di "reclusione" e in particolare in vista delle sfide.
Gli aspiranti cantanti durante la settimana seguivano lezioni di musica tenute dai docenti Luca Jurman, Maria Grazia Fontana e Natalio Mangalavite, praticavano fitness con la guida di Luca Amitrano, improvvisazione teatrale con Daniela Morozzi e si esercitavano per la sfida con delle coreografie a cura di Fabrizio Mainini. Erano anche seguiti dallo psicologo Carlo Alberto Cavallo.
Il programma andò in onda per un totale di 14 puntate serali settimanali senza però riscuotere il successo sperato anche a causa della contemporanea messa in onda del programma Saranno Famosi (che sarebbe poi diventato Amici di Maria De Filippi), molto simile nella struttura.

#### I concorrenti
I concorrenti della prima edizione italiana del programma sono stati (le età si riferiscono al momento della partecipazione allo show):
- Bruno Cuomo, 24 anni, di Napoli
- Alessandra Surano, 24 anni, di Diso (Lecce)
- Brunella Pinna, 21 anni, di Selargius (Cagliari)
- Cindy Cattaruzza, 23 anni, di Budoia (Pordenone)
- Daniele Di Marco, 23 anni, di Città Sant'Angelo (Pescara)
- Diego Deza Huete, 24 anni, di Moncalieri (Torino)
- Federico Russo, 21 anni, di Firenze
- Giuseppe Russo, in arte Jimmy, 26 anni, di Carini (Palermo)
- Jacopo Bettinotti, 25 anni, di Beverino (La Spezia)
- Lidia Schillaci, in arte Lydia, 18 anni, di Castellammare del Golfo (Trapani)
- Mario Silvestrone, 22 anni, di Martinsicuro (Teramo)
- Melissa Coli Bizzarrini, 23 anni, di Siena
- Roberta Barki, 19 anni, di Milano
- Sara Bernabini, 23 anni, di Rimini
- Susanna Pellegrini, 19 anni, di Viareggio (Lucca)
- Valerio De Francesco, 27 anni, di Canale Monterano (Roma)

A partire dalla quinta puntata, del 2 ottobre 2002, e fino all'ultima, del 4 dicembre 2002, ogni settimana i ragazzi incidevano le canzoni con cui si sarebbero esibiti il mercoledì successivo. In totale furono pubblicati 10 CD su etichetta Sony Music, ad un prezzo speciale di 10 euro, ciascuno dei quali comprendeva 8 brani cantati dai concorrenti e le 8 basi musicali relative.
Il CD #3 vinse il disco d'oro per l'alto numero di copie vendute.
Al termine della trasmissione uscì un doppio CD sotto il nome Il meglio di Operazione Trionfo, che raccoglieva in un disco una scelta di canzoni interpretate dai concorrenti tra quelle già pubblicate e alcuni inediti, oltre ad una traccia ROM contenente un video con i "best moments", e nell'altro disco le rispettive basi musicali.

### Seconda edizione (2011)
In seguito alla cancellazione di X Factor da Rai 2 per via degli alti costi di produzione e al suo trasferimento su Sky Uno, il programma è tornato in onda sulla seconda rete Rai dal 29 settembre 2011 al 13 ottobre 2011, con il nome di Star Academy e la conduzione di Francesco Facchinetti, ex conduttore di X Factor, ed è stato chiuso con due mesi di anticipo rispetto alla data prevista (tre puntate invece delle dodici previste inizialmente) per via dei bassi ascolti riscossi. Il daytime del sabato, rinominato Sabato Academy era condotto da Daniele Battaglia con la partecipazione di Alessandra Barzaghi. Le selezioni erano cominciate il 30 giugno 2011. I giudici erano: Lorella Cuccarini, Ornella Vanoni, Roy Paci, Nicola Savino. Quattro i tutor: Mietta, Ron, Gianluca Grignani e Syria.
I bassi ascolti hanno comportato una modifica del sistema di eliminazione (cinque eliminazioni per puntata invece di una) a partire dalla terza puntata e un posticipo della finale (inizialmente prevista per il 20 ottobre 2011 dopo la decisione della chiusura anticipata, avvenuta dopo la seconda puntata) al 22 ottobre 2011. Tuttavia, a causa di una ribellione da parte dei concorrenti, quest'ultima è stata successivamente, e in maniera definitiva, annullata. Il vincitore avrebbe partecipato a una non specificata competizione canora in RAI.

#### I concorrenti
I concorrenti della Star Academy sono stati 17 (le età si riferiscono al momento della partecipazione al programma):
- Gaetano Civello, 22 anni, di Palermo
- Irene Ghiotto, 26 anni, di Montecchio Maggiore
- Fabio Migliorati, 21 anni, di Cremona
- Julia Lenti, 28 anni, di Brindisi
- Mattia Corti, 21 anni, di Lecco
- Alessio Testa, 28 anni, di Torino
- Simona Galeandro, 24 anni, di Taranto
- Chantal Saroldi, 19 anni, di Savona
- Francesca Romana D'Andrea, 18 anni, di Roma
- Thomas Moschen, 22 anni, di Como
- Mario Amato, 27 anni, di San Giorgio a Cremano
- Alessandra Normanno, 16 anni, di Sassuolo
- Martina Morelli, 18 anni, di Napoli
- Manuela Manca, 21 anni, di Budoni
- Federica Mussinelli, 14 anni, di Credaro
- Viviana Calderone, 19 anni, di Taormina
- Mattia Sciascia, 20 anni, di Fermignano (eliminato nella prima puntata, è rientrato in gara nella seconda, poiché, durante la prima puntata nello spareggio per l'entrata in accademia è stato penalizzato da un problema audio nei microfoni e ha preso il posto del terzultimo classificando in graduatoria, Gaetano che, ripescato, non rischia di perdere il posto)